# Estádio Municipal José de Araújo Cintra
Estádio Municipal José de Araújo Cintra – stadion piłkarski w Amparo, São Paulo (stan), Brazylia, na którym swoje mecze rozgrywa klub Amparo Athlético Club.